# NGC 965
NGC 965 è una galassia a spirale situata nella costellazione della Balena, a una distanza di circa 317 milioni di anni luce dalla nostra Via Lattea.

## Scoperta
La galassia è stata scoperta nel 1886 dall'astronomo statunitense Ormond Stone.

## Descrizione
NGC 965 ha una classe di luminosità III-IV.